# Judge Roy Scream
 (octobre 2007).
Si vous disposez d'ouvrages ou d'articles de référence ou si vous connaissez des sites web de qualité traitant du thème abordé ici, merci de compléter l'article en donnant les références utiles à sa vérifiabilité et en les liant à la section « Notes et références ».
Judge Roy Scream sont des montagnes russes en bois situées dans le parc Six Flags Over Texas à Arlington au Texas.
Cette attraction est une version spéciale des anciennes montagnes russes en bois conçue pour la famille. Elle a été construite le long du lac marquant l'entrée du parc. Les visiteurs doivent emprunter dans la section de Goodtimes Square un tunnel passant sous la route menant au parking afin de rejoindre l'attraction. Le nom de l'attraction Judge Roy Scream (« Le cri du juge Roy ») provient de Juge Roy Bean, comme l'indique un panneau de la file d'attente décrivant la notion particulière de la « justice de paix » au XIXe siècle professée par ce barman autoproclamé juge.
Judge Roy Scream furent les premières montagnes russes en bois du parc.
En 2006, le parc a organisé un marathon de 48 heures à bord de l'attraction Judge Roy Scream. Il y eut 24 participants dont douze des American Coaster Enthusiasts et autant de participants venant d'un concours radiophonique.